# 鬼塚英吉
鬼塚 英吉（おにづか えいきち）は、藤沢とおるの漫画『湘南純愛組!』、『GTO』およびこれらを原作としたアニメ、実写ドラマなどに登場する架空の人物である。
『湘南純愛組!』、『GTO』の主人公。『湘南純愛組!』では様々な伝説を残したヤンキーとして、続編の『GTO』では型破りな教師として登場する。『湘南純愛組!』の前史となる『BAD COMPANY』では、中学生時代の鬼塚の活躍が描かれている。

## 人物

### ヤンキー時代
ヤンキー時代を描いた『湘南純愛組!』では、金髪のリーゼントが特徴。この時点では身長168cm。血液型B型。愛車はカワサキ・ゼファー。包茎。通常時のサイズは2.5cm。童貞であったが、反町版では冬月と、原作ではパラダイスロスト18巻でこだま那奈と童卒を果たした。
不良の巣窟である湘南極東高校を支配し、親友の弾間龍二とともに「鬼爆コンビ」として名を馳せ、暴走族「暴走天使」をたった2人で潰したなどの伝説を残す。転校先の湘南辻堂高校でも喧嘩に明け暮れていた。 
家庭環境は不明だが、父親とは何かしらの確執があった。母親は見た目が若く、『GTO』の時点ではハワイに在住している。

### GTOでの人物像

#### 原作・アニメ版
型破りな元ヤンキーの教師で、東京吉祥学苑中等部3年4組の担任として登場する。担当は社会科。通称「GTO」（Great Teacher Onizuka）。愛車はカワサキ・750RS/Z2。髪型は茶髪（アニメでは金髪）のV字カット（教育実習前は金髪のリーゼント）。
神奈川出身だが、たまに北海道弁を話す。
性格はスケベ（変態）かつ単純。趣味は覗きとAV鑑賞、コスプレなど。一度オナニー姿を女教師や女子生徒たちに目撃されたこともある。女子高生に目がなく、見る度にエロい妄想を考えている。時として深い人生哲学を覗かせることもあり、それが作中で問題を抱えた人々を救っている。子供たちとまったく同じ目線でモノを見たり考える。原作中期ではショックを受けた時や大勢に銃を突き付けられた時は失禁していた。更には小便で草花に水やりをすることもあった。愛読書は猿岩石日記。
かつて植木職人の下でバイトしていた。
自称「反町似のイケ面」と藤崎志乃美に言っている。冬月あずさ・野村・神崎・道明寺・藤崎などからも好意を寄せられており、神崎からは直接告白を受けている。冬月に至っては恋愛妄想までしている他、村井は母親と鬼塚の結婚後を妄想し、妹は「英里」とまで想像している。
男相手の喧嘩では作中最強であり、大学時代は空手部主将を務めていた。その反面、ボクシングに関しては素人であり、霧島にあっさり敗北して顧問も譲っている。湘南では現役・元を問わず不良たちからカリスマ的な存在として尊敬を集めており、しかも絡んできた現役の不良たちは鬼塚の素性を知った途端に低姿勢になる。校舎の屋上から転落しようが、拳銃で数発撃たれようが、車に轢かれようが、致命傷を負わない。それゆえ、生徒からはジャワ原人もしくはゾンビ呼ばわりされている。ゲームにおいても、バイクのアーケードゲームで全国優勝した村井にぶっちぎりで勝ったり、シューティングゲームで2丁を使用してパーフェクトを取ったり、右腕を骨折していた時に左腕のみでプレイした格闘ゲームで158人抜きをするなど、超人的な腕前を誇る。ただしRPGのダンジョン系要素は苦手であったり、格闘ゲームでは吉川にかなわないなど、苦手ジャンルが存在する。
いじめを受けていた吉川に「自分で解決しろ」と一度突き放したことがあった。しかし、結局はそれに対して怒りを爆発させて報復を決行する、村井國夫の成績を気にかけて持出禁止の書類を持ち出してまで母・樹里亜に相談する、上述のように神崎の誘惑に対して自傷行為に走ってまで踏みとどまる、生徒に危ない橋を渡らせないようにする、東学模試の日に太田秀美の危機を救うことを優先するなど、教師としての責任感・倫理観ある行動も随所で見せている。時として周囲の汚い大人たち同様、自分の保身や点数稼ぎばかりに走ったこともあったが、その度に生徒や仲間の声によって元の自分を取り戻している。
桜井はカール・ゴッチやナショナルキッドの生まれ変わりと言っている。
神崎は「未来の旦那」と言っており、野村と道明寺は「鬼塚の嫁になりたい」と言っている。
前作では8月3日産まれという設定だったが、2学期になっても22歳と高らかに宣言していた。

#### 実写版
反町隆史版
武蔵野聖林学苑高等部2年4組の担任となった他、誕生日や血液型などの設定が追加・変更されている（下記参照）。
元暴走族のリーダーで、神奈川の暴走族2000人を1人でまとめ上げて湘南の高校を中退。その後、大検を得て優羅志亜（ユーラシア）大学社会学部に入学し、7年かけて卒業。清掃業をしており、東京ベイヒルトンで窓掃除をしている時に冴島龍二が教員募集のチラシを持ってきて「女子高生と付き合えて楽しく生きていけるし、ただ単に教師になりたかったから」と教師となる。
性格は原作と同様だが、生真面目な性格と自称している。社交的で友人も多く、また体力には自信がある（ベンチプレス150kg）。
内山田母娘から高く評価されており、娘には「教師とだけは結婚するな、でも鬼塚は別」というほど気に入っている。
菊池が作った冬月の合成エロ写真を所持しているところを冬月に見つかっている。
違いは年齢の他、金髪ではなく黒髪でバイクにも乗ってないが、テレビスペシャル以降はバイクを使用している。喫煙具を取り上げる場面はあるものの、明確な喫煙シーンはカットされている。更には冬月と童卒（原作はこだま）し、反町と松嶋が結婚に迄至ってる。
AKIRA版
植木屋のバイトをし、学園の植木を手入れしていて学食で休憩中に内山田にお礼参りに来たヤンキーに暴言吐いた内山田にジャーマンスープレックスを掛けたのを見ていた桜井が直々にスカウトされて明修学苑2年4組の担任となる。田山は反町版映画にも出演しているので反町とAKIRAの両方からプロレス技をかけられている。
交友関係や劇中の活躍などが1998年版に比べて原作により近く、性格は原作や1998年版に比べてやや常識性がある。
最大の違いは、原作の鬼塚はヘビースモーカーだが、AKIRAが非喫煙者なので、生徒も大半が未成年者のせいか冴島以外の喫煙シーンは一切ない。

## 学力
『GTO』において、徳川八代目将軍を松平健（アニメ版ではさらに西田敏行）と答える（『暴れん坊将軍』と『八代将軍吉宗』を参照）など、学力は基本的に小学生程度かそれ以下（過去問の全国模試を解いた際、5教科合わせた点数は原作とAKIRA版では49点、反町版では100点だった）であり、大検から大学の単位取得、卒業論文まですべて「替え玉君」がこなしていた（教育実習を除く）。しかし、全国模試の直前に必死で勉強をした結果、短期間のうちにテストで8割以上の点数を取れる実力を身に付け、全国模試で満点による第1位を取るまでに至ったが、全国模試の成績が満点となっていたのは桜井の根回しによるもの。本人実力による実際の点数については、菊地が答案を採点して驚く場面があり、その直後に鬼塚に「たいしたもんだよあんたは」と発言しているが、正答率が描写されていないため、真相は不明。
AKIRA版ドラマでもテストを終えて「パーフェクトだ」と言っているようなジェスチャーをしているが、解答用紙すべてが血に染まったために採点可能な部分を採点したところ全問正解していた。吉川も「満点に近かったって噂もある」と話しているが、正答率は描写されていない。

## 劇中の活躍

### 湘南純愛組!
偽装工作で学校から退学通告を受けたことにしてヤンキーから足を洗い、一般人になろうと親友の弾間とともに湘南極東高校を自主退学し、与論島でリゾートバイトを始める。その後、転入した辻堂高校でも不良たちから因縁をつけられ、喧嘩に明け暮れていた。
童貞を捨てることを目標に奮起するが、不運が重なりことごとく失敗に終わり、弾間に先を越されてしまった。以後もチャンスはあったものの、結局モノにできないでいたが、パラダイスロスト18巻にてこだま那奈と童卒を果たした。
後に、初代暴走天使総長・真樹京介の”マトイ”を受け継いでいたことが判明。京介のマシンである紅蓮のZIIも受け継いだが、マトイを巡って作中でも最大規模の抗争である「第二次湘南戦争」が勃発してしまい、最終的にマトイは無用な争いを避けるべく、英吉自身の手で葬られた。 
辻高に転校後、数々の激戦を繰り広げ、龍二とともに「鬼爆コンビ」としてその名を湘南に轟かせたが、膨れ上がりすぎた伝説によって周囲が暴走し始めたことに疲れ、湘南の頭争いや少年院に入れられた連中が勝者などということは馬鹿げていて痛いだけということを伝えるため、神奈川中の族の前で殺し合いを行い、自殺したように見せた。その後、龍二とともにその伝説に幕を降ろし、湘南から去る道を選んだ。 
辻堂高校では自分より1つ年下の藤崎志乃美とかなり良い仲になったようだが、結局一線は越えようとはしなかった。藤崎とはその後、『GTO SHONAN 14 DAYS』で再会を果たす。

### GTO

#### 原作・アニメ版
「グレートな男」を夢見て弾間とともに東京に上京し、五流大学の優羅志亜大学に替え玉によって入学。「大学史上最悪の寄生虫」と呼ばれる学生生活を送る。
当初は大学に通いながらバイトに精を出す日々を送り、広告・テレビ・出版などのマスコミ関係の仕事を志望していたが、少なくとも35社以上の会社に落とされた（資料請求をしただけで不採用にした社もある）。
そんなある日、街で知り合ったある女子高生・中島エリカが担任教師と恋愛関係にあったという出来事がきっかけとなって教師を目指す。教育実習の時点で自分に対して美人局の脅迫を行った学校の不良たちを拷問に掛けた恐怖により完全に手なずけ、また女生徒・水樹ななこの悩みを力技で打ち砕き、既に「グレートティーチャー」としての才能をのぞかせる。
教育実習を終えればスカウト状が自動的に届くと思っていたことで公立高校の教員採用試験を受けられず、募集が遅い私立の東京吉祥学苑（アニメ版と1998年版ドラマでは聖林学苑）の面接を受ける。その際、デタラメな内容の履歴書を掲示し、加えて当日に冬月に痴漢行為をし鬼塚が撃退した内山田がその日の面接官だったため、無残な採用試験となった。しかし、内山田にお礼参りに来た生徒に暴言吐く内山田に教師の在り方を説いたことで桜井に可能性を見出されて採用される。
その後は学校内の一角、屋上付近の階段室に住む羽目になるが、電気を引いてゲームを楽しんだり花壇を私用の家庭菜園に改造するなどしてプライベートをエンジョイしており、金銭面でも水道光熱費と家賃が事実上の完全無料なので、特に不自由ない生活である模様。
学園内最悪と言われる3年4組の担任（後に入院によってあずさに担任を明け渡して副担任になる）となり、生徒との対立や嫌がらせ、その生徒自身が抱えている苦悩、あるいは学苑全体を巻き込むトラブルに巻き込まれ続けるが、悪運の強さに加えてコネによる人脈・圧倒的な腕力など、自分の能力を総動員して問題を解決し、生徒たちの信頼と人望を得ていく。物語後半では鬼爆コンビ時代の無数の喧嘩に加えて、教師になってからも無茶をし続けたために、命に関わるほどの「爆弾」を頭に抱えて一度は心停止状態に陥って死亡判定を受けるも、不死身の生命力で復活する。
『SHONAN 14DAYS』では、教師として生放送のテレビ番組に出演した時に問題のある発言をしてしまい、結果として学苑の方に問い合わせや抗議の電話が殺到したために戻るに戻れなくなり、ほとぼりが冷めるまで故郷の湘南にこもり、児童養護施設「ホワイトスワン」で働くことになった。
内山田好子と仲が良く、彼女から好意を寄せられており、妻・良子からも気に入られており、飼い犬の名前も「ディカプリオ」から「えいきち」に改名するほどである。反町版では、結婚相手として「教師（鬼塚は例外）とだけはダメ」と好子に釘を刺している。
アニメ版では最後は事件を収拾させるべく、自ら罪を被って逮捕されるが、捕まった直後に脱走。2ヵ月後にはアメリカに渡っており、そこの学校の不良クラスの担任を受け持ったところで終了する（渡米するまでの経緯は不明）。

#### パラダイスロスト
誘拐拉致や傷害罪で服役中。学園での出来事を語る。
高等部の芸能クラスの担任教諭に就任。内山田も監視役として高等部の副校長に就任。
「鬼畜生」という名前で「ゴブリンプロ」を設立する。

#### 実写版
反町版
親友で警察官の冴島龍二が、武蔵野聖林学苑の教員募集のパンフレットを持ってきたことで応募。面接に向かうが、内山田と中丸からは邪険に扱われ、さらには退学させられた生徒に対する内山田の態度に腹を立て、飛び蹴りを食らわす。だが、その姿を見た桜井によって可能性を見出され、様々な問題を抱える聖林学苑の解決と未来を託され、採用となる。
当初はボロアパートに住んでいたが、クーラーがないという理由で夏休み中は校長室に住み着き、アダルトビデオ鑑賞までしている（内山田は反対するものの、桜井からは「警備員も兼ねてくれれば」と了承される）。また、夏休み中は学校のプールを勝手に一般開放した（飲食物も販売していた上に藤富が協力していた）が、地域住民との交流の場ということでこれも認められた。なお、アパートのほうは一時期内山田妻子が厄介になったことがある。
結託して教師を脱落させるためのイジメをしている2年4組の担任となり、原作同様に生徒と対立したり学苑全体を巻き込むトラブルとぶつかっていく。その過程で生徒たちからの信頼と人望、そしてあずさからの信頼も徐々に得ていった。
最終話では、聖林学苑が神南学園によって吸収合併の危機に陥った際、聖林学苑に2年4組の生徒たちとともに立てこもりながらも、一度も出たことがなかった学園祭を自らの手で開催し、吸収合併を阻止して聖林学苑を守った。そして、忌み嫌われていた内山田たち教職員陣から信頼を受けるようになる。また、原作中でなし得なかった童貞卒業をあずさとの交際を機に果たしている。
SPでは桜井の依頼により、聖アカデミー学園に代理教員として赴任し、理事長・桜井さくらから無理な一縷の望みと願いを託される。また、あずさと交際しており、一時は破局寸前になるも聖林学苑の生徒たちがそれぞれ交際していることもあり、終盤で決死の思いで海に飛び込んだあずさを自ら海に飛び込んで救ったことと、冬月謙造の前で二度と恥をかかさないことを理由に反省したのをきっかけに謙造から許しをもらい、あずさと結婚を果たした。結婚後は彼女の自宅で同居することになる。
劇場版では、北海道に渡って北文館学園高校に臨時教員として赴任し、2年C組の担任を務める。教え子の家に居候しつつ、町長兼理事長である桂木の下で保身に徹する教職員、町の衰退で閉塞感に包まれた生徒たちに正面からぶつかっていった。
AKIRA版
親友の弾間や悪友・後輩の冴島とルームシェアをしている。
第1期では植木屋のバイトとしての日々を送っていた矢先、偶然訪れた明修学苑で退学にした生徒を屑呼ばわりする内山田に教師の在り方を説いたことや、杏子と昇の問題を解決したことで桜井からのスカウトによって2年4組の担任となった。過去に起きた出来事が原因で担任外しを行う2年4組の生徒たちが抱える問題を型破りな方法で解決していき、その過程で同僚で副担任・あずさの信頼を得ていく。
担任外しを終息させて明修学苑を辞職後、新校長・大門美鈴に「学苑に近づいたら2年4組の生徒を全員退学にする」と脅され、生徒たちを退学にさせたくない一心で彼らとの接触を拒絶していた。しかし、龍二から「ダチのピンチに立ち上がらなくてどうすんだよ」と一喝されたことで本当の自分を取り戻し、無期限停学の危機に陥っていた草野を救った。近くで監視すべきと考えた大門によって学苑に復職するが、重度の脳動脈瘤を患っていることが判明する。だが、周囲には隠して大門によって廃止された文化祭を、生徒たちとともに徹夜で準備をして開催させた。渋谷によって瀕死状態に陥るが、奇跡的な復活を果たして渋谷の暴走を止めた後、病気療養のために入院。
退院後は大工をしている友人の負傷を知って代行を買って出たため、1か月ほど消息を絶っている。
SP第1弾で復帰後、かつての不良仲間で児童養護施設・スマイルダック職員の藤崎と再会し、スマイルダックの子供たちの未来のために悪徳政治家・牧田と戦った。
SP第3弾では桜井から生徒を突き放すこと大事だと諭されるが、生徒たちが卒業しても危機に駆け付けると約束。生徒たちと出会えたことを喜び合いながら、生徒たちを送り出した。
第2期では、母校であり明修学苑傘下に入った明修湘南高校2年A組副担任に赴任。そこでもこれまでと同様、型破りな方法で生徒や教師の問題を解決していき、担任の藤川ほなみの信頼を得ていった一方、10年前に喪った友人でほなみの兄でもある沢村功也の死に自分は向き合えているのかという葛藤も発生していた。そんな中、沢村の死の原因となった抗争の相手・瀧澤茂と再会。彼から沢村の死の真相を知らされたほなみに怒りをぶつけられ（ほなみが沢村の妹であることを知ったのはこの時）、自責の念に駆られているところに生徒に危機が及ぶが、自らの身を犠牲にしながらも龍二や冴島の協力もあって瀧澤から生徒を守った。
葛木とあゆなの妊娠騒動に向き合い、騒動を嗅ぎ付けて高校に押しかけたマスコミに対して2人を見捨てるかのような言動をした学年主任の大前に教師としての責任を説き、マスコミに教師としての覚悟を述べた。

## プロフィール
データは『GTO』時点のもの。ただし、履歴書に書いたデタラメな内容も混ざっている（趣味、愛読書など）。
- 年齢：22歳（ドラマ版では25歳）
- 誕生日：1975年8月3日（反町版では1972年12月18日）※湘南純愛組の単行本のみのプロフでは1巻発売時のもの（作中では16歳夏が1990年夏と記載）、教員免許に昭和49年（1974年）と記載（湘南純愛組、GTO連載開始時と符号）、2学期になっても22歳を自称、動物占いがペガサスになったりするため設定は一貫せず、その時のタイミングで他キャラも同様年齢を決めている
- 血液型：B型（反町版ではO型）
- 出身地：神奈川県藤沢市辻堂
- 職業：教師
- 勤務先：私立東京吉祥学苑中等部（反町版では私立高校・武蔵野聖林学苑、AKIRA版では第1期は私立明修学苑高等部、第2期は私立明修湘南高校）
- 担当教科：社会科（ドラマ版では地理歴史・公民）
- 愛車：Kawasaki ZII
- 出身大学：優羅志亜大学社会学部
- 趣味：喧嘩、狼輪愚、覗き、AV鑑賞、ゴミあさり、コスプレ、競馬、パチンコ、インターネットプロバイダー
- 資格：空手2段（空手部主将を2回。ドラマでは5段）、大型特殊（キャタピラに限る）、普通一種（書いてないが運転している）、大型一種、大型自動二輪、危険物取扱責任者、電気溶接技術者試験、中学校教諭免許（社会）
- 特技：殺人チョップ、狼輪愚、ガンタレ、熊殺拳、空手チョップ、はにわ落とし、真空白羽どり
- 得意技：デビルチョップ、デンジエンド、ヒゲダンス
- 補導歴：83回（うち喧嘩と無免許が82回）
- 好きな言葉：グレート、ビッグ、ポリシー、宇宙一
- 愛読書：ぼっちゃん、猿岩石日記
- 好きな映画：野獣死すべし、死霊のはらわた、死亡遊戯
- 好きな音楽：エリーゼのために
- 尊敬する人：YAZAWA、エジソン、聖徳太子、初代タイガーマスク
- 卒業論文のテーマ：現代社会について
- 自分の中で教師に向いていると思うところ：体力（ベンチプレス150kg）、ポリシー
- あだ名
  - （藤崎限定）:ダイオウグソクムシ・くされシメジ・エロ吉
  - （内山田限定）:蟯虫・寄生虫・蛆虫
  - （村井限定）:チャバネゴキブリ
  - （一般）:鬼っち、おにおに、など

この他、ドラマ版では好きな女性有名人が広末涼子や松たか子とされ、履歴書には尊敬する人物に松田優作の名前が追加されている。

## キャスト
声優
- 高木渉：テレビアニメ『GTO』
- 二又一成：OVA『湘南純愛組!』
- 羽多野渉：デジタルコミックBeeTV『GTO』

俳優
- 反町隆史：テレビドラマ『GTO』
- AKIRA：テレビドラマ『GTO』リメイク版
- 寛一郎：テレビドラマ『湘南純愛組!』
- 宮下直紀：Vシネマ『湘南純愛組!』
- 青木伸輔：Vシネマ『BAD COMPANY』